# Bernard Sumner
Bernard Edward Sumner (Salford, 4 de enero de 1956), también conocido como Bernard Dickin, Bernard Dicken o Bernard Albrecht, es un cantante y compositor británico. Es uno de los miembros fundadores de Joy Division y el guitarrista y vocalista principal de New Order.
También ha grabado con Johnny Marr en Electronic durante los años 1990 y fue el vocalista principal de la banda. Contaron con colaboraciones del dúo Pet Shop Boys y Karl Bartos de la banda alemana Kraftwerk.

## Carrera musical

### Joy Division (1976-1980)
Sumner era un miembro fundador de Joy Division, una banda post-punk que se formó en 1976. La banda es ampliamente considerada como una de las bandas más influyentes de la época. Principalmente conocido como el guitarrista de la banda (sus principales guitarras eran una Gibson SG y una Shergold Custom Masquerader), Sumner también tocaba el teclado para las partes del sintetizador e hizo su primera aparición vocal grabada cantando el estribillo de "They Walked In Line" en el álbum Warsaw. En mayo de 1980 el vocalista de la banda, Ian Curtis, se suicidó.

### New Order (1980-1993)
Sumner y el resto de sus compañeros Peter Hook y Stephen Morris comenzaron una nueva banda llamada New Order, junto con Gillian Gilbert en octubre de 1980. Aunque Hook, Morris y Gilbert también contribuyeron con sus voces en algunas de las primeras canciones, Sumner emergió como vocalista y letrista permanente de la banda, además de tocar la guitarra y el teclado. La banda lanzó seis álbumes de estudio antes de separarse en 1993.

### Electronic (1989-1999)
En 1989, Sumner se unió con el exguitarrista de The Smiths, Johnny Marr, para formar Electronic. Neil Tennant de Pet Shop Boys colaboró en una serie de pistas de su álbum debut homónimo, proporcionando coros. Sumner era el vocalista, guitarrista, teclista y letrista.

### Reunión de New Order (1998-2007)
En 1998, New Order volvió a reunirse y posteriormente realizó otros dos álbumes de estudio. La banda se separó en 2007 después de un desacuerdo entre Hook y los miembros restantes. En 2009, Sumner fue citado diciendo que Hook ya no quería hacer música como New Order.

### Bad Lieutenant (2008-2011)
Bad Lieutenant incluía también miembros de New Order Phil Cunningham y Jake Evans de Rambo & Leroy. Stephen Morris, de New Order y el bajista de Blur Alex James también participaron en el álbum debut de la banda. Sumner proporcionó su voz, guitarra y letras.
El 2 de julio de 2009, Bernard Sumner confirmó que el sencillo "Sink or Swim" sería puesto a la venta el 28 de septiembre de 2009 y sería el primero de su álbum Never Cry Another Tear. El sencillo fue puesto de forma gratuita en el sitio web de la banda antes de su lanzamiento físico, que fue seguido por la puesta a la venta de un paquete digital con remixes de la canción por parte de Mark Reeder, James Bright and Teenagers.
Su álbum debut, Never Cry Another Tear, fue lanzado en octubre de 2009. La banda siguió con una gira por el Reino Unido.

### Segunda reunión de New Order (2011-presente)
En octubre de 2011, New Order (sin Hook) regresó con fechas en Bruselas y París. Les siguió una gira por el Reino Unido hasta principios de 2012. La banda anunció en septiembre de 2012 que comenzarían trabajar en un nuevo álbum en 2013.

## Otros proyectos musicales
En 1981, Pauline Murray And The Invisible Girls lanzaron su último sencillo Searching For Heaven, cuya canción principal contaba con Sumner en la guitarra, aunque no fue acreditado en las fundas de las ediciones 7"y 10" en aquel entonces.
En 1983 Sumner coprodujo, con Donald Johnson, a la banda Foreign Press and 'The Great Divide'/'Love in a Strange Place'. Foreign Press (también conocida como Emergency) había tenido una larga historia con Sumner a través de Joy Division y New Order.
En 1990 trabajó con excompañeros del sello Factory Records A Certain Ratio remixando su canción "Won't Stop Loving You". También ha grabado canciones con compañeros de Mancunians 808 State y Sub Sub. Sumner apareció como vocalista invitado y guitarrista (al lado de Bobby Gillespie de Primal Scream) en el álbum Surrender de The Chemical Brothers, en la canción "Out of Control", y en el show de los Chemical Brothers de 2005 en la Academia Brixton, Sumner se presentó en vivo en el escenario como invitado especial en esta canción. Recientemente prestó voz y guitarra a una canción ("Miracle Cure") en "The Logic of Pleasure" de Blank & Jones en 2008. Sumner también apareció en la canción de Primal Scream Shoot Speed Kill Light de su álbum XTRMNTR en 2000.
También ha realizado varios remixes, como el de Technotronic "Rockin 'Over the Beat" (que apareció en la banda sonora de Las tortugas ninja III) y se desempeñó como productor de otros discos de Factory Records como Happy Mondays (cuyo segundo sencillo Freaky Dancin que produjo en 1986). Shark Vegas, Abecedarians, 52nd Street y Section 25. Se dice que él estará contribuyendo un remix para el próximo álbum de remixes de Depeche Mode.

## Vida personal
Sumner se casó con Sue Barlow (nacida en 1956) el 28 de octubre de 1978. Tienen un hijo James Christopher (nacido en 1983). La pareja se divorció en 1989, justo antes del lanzamiento de Technique, una experiencia reflejada en la canción "Round & Round". Sue es un pariente de Gary Barlow.
Sumner vive en Alderley Edge, Cheshire con su segunda esposa, Sarah Dalton. Tienen tres hijos: Dylan Christian (nacido en 1992), Tess Iona (nacida en 1994) y Finley Emil (nacido en 2003). Él es fan del Manchester United.
Él es generalmente conocido por el apodo de "Barney", aunque al parecer no le gusta el nombre. Un bootleg de Joy Division le acredita como "Barney Rubble".
En el pasado, Sumner también ha utilizado los apellidos Dicken y Albrecht. También se ha mostrado reacio a hablar de su entorno familiar hasta 2007, cuando se reveló que su madre tenía parálisis cerebral y que había sido adoptado por su padrastro John Dickin. "Sumner" era el nombre de soltera de su madre y es el nombre que aparece en su partida de nacimiento. Las revelaciones sobre su pasado se hicieron en un libro sobre su vida, Bernard Sumner: Confusion: Joy Division, Electronic and New Order Versus the World por David Nolan, publicado en 2008 - en el que Sumner cooperó. "Albrecht" es un nombre artístico que Sumner adoptó en el período de Joy Division, inspirado en el nombre del fabricante de un amplificador utilizado por la banda en sus primeros días.

## Representaciones en películas
Sumner ha sido retratado en el cine dos veces. John Simm lo interpretó en la película 24 Hour Party People (2002), que se centró en Factory Records. En la película biográfica de Ian Curtis, Control, es interpretado por James Anthony Pearson.

## Discografía
| Con Joy Division - 1979: Unknown Pleasures - 1980: Closer Con New Order - 1981: Movement - 1983: Power, Corruption & Lies - 1985: Low-Life - 1986: Brotherhood - 1989: Technique - 1993: Republic - 2001: Get Ready - 2005: Waiting for the Sirens' Call - 2013: Lost Sirens - 2015: Music Complete | Con Electronic - 1991: Electronic - 1996: Raise the Pressure - 1999: Twisted Tenderness Con Bad Lieutenant - 2009: Never Cry Another Tear |

(sencillos con la participación de Bernard Sumner como vocalista y/o guitarrista)
- 808 State – "Spanish Heart" (vocals, 1991)
- Sub Sub feat: Bernard Sumner – "This Time I'm Not Wrong" (vocals, guitar, 1997)
- Chemical Brothers – "Out Of Control" (vocals, guitar, 1999)
- Primal Scream – "Shoot Speed Kill Light" (guitar, 2000)
- Blank & Jones feat. Bernard Sumner – "Miracle Cure" (vocals, guitar, 2008)
- Hot Chip, Bernard Sumner & Hot City – "Didn't Know What Love Was" (vocals, keyboards, production, 2010)